# Barbâtre (Vendée)
Pour les articles homonymes, voir Barbâtre.
Barbâtre est une commune française située dans le département de la Vendée en région Pays de la Loire.
Ses habitants sont appelés les Barbâtrins.

## Géographie
Le territoire municipal de Barbâtre s’étend sur 1 265 hectares. L’altitude moyenne de la commune est de 4 mètres, avec des niveaux fluctuant entre 0 et 18 mètres,.
Barbâtre est une des quatre communes de l'île de Noirmoutier, et s'étend sur 7 km sur la partie la plus étroite de l'île, entre plage de sable, forêt domaniale, champs agricoles et le polder de Sébastopol.

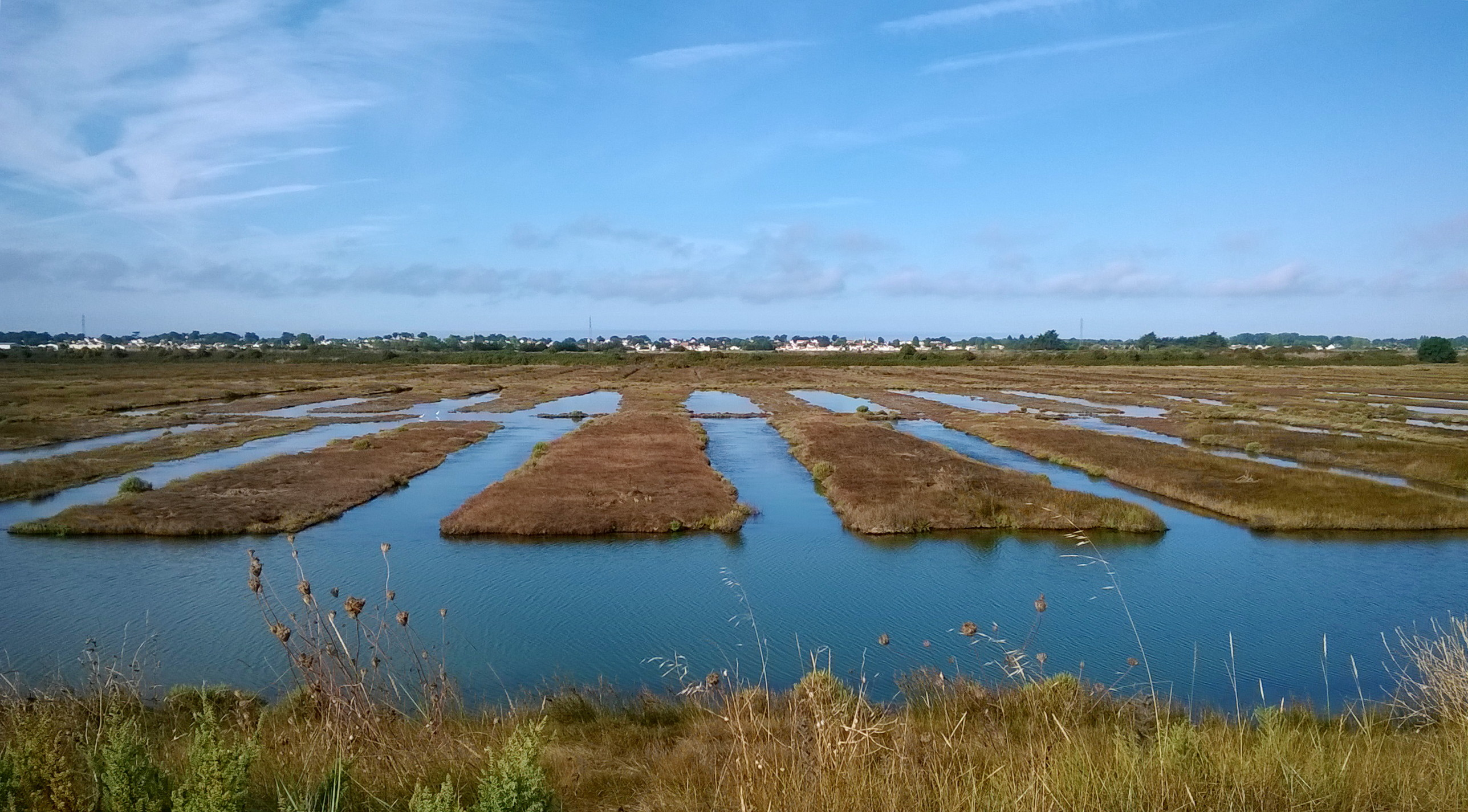
Une partie du polder de Sébastopol et le centre-ville en arrière-plan

Elle est la plus proche du continent, et est donc le point de passage obligé pour quiconque veut rejoindre le continent par voie terrestre :
- soit par le passage du Gois, une chaussée submersible de 4,5 km qui se découvre deux fois par jour pendant 2 à 3 heures suivant le coefficient de marée.
- soit par le Pont de Noirmoutier, inauguré en 1971 et qui constitue une alternative au Gois.

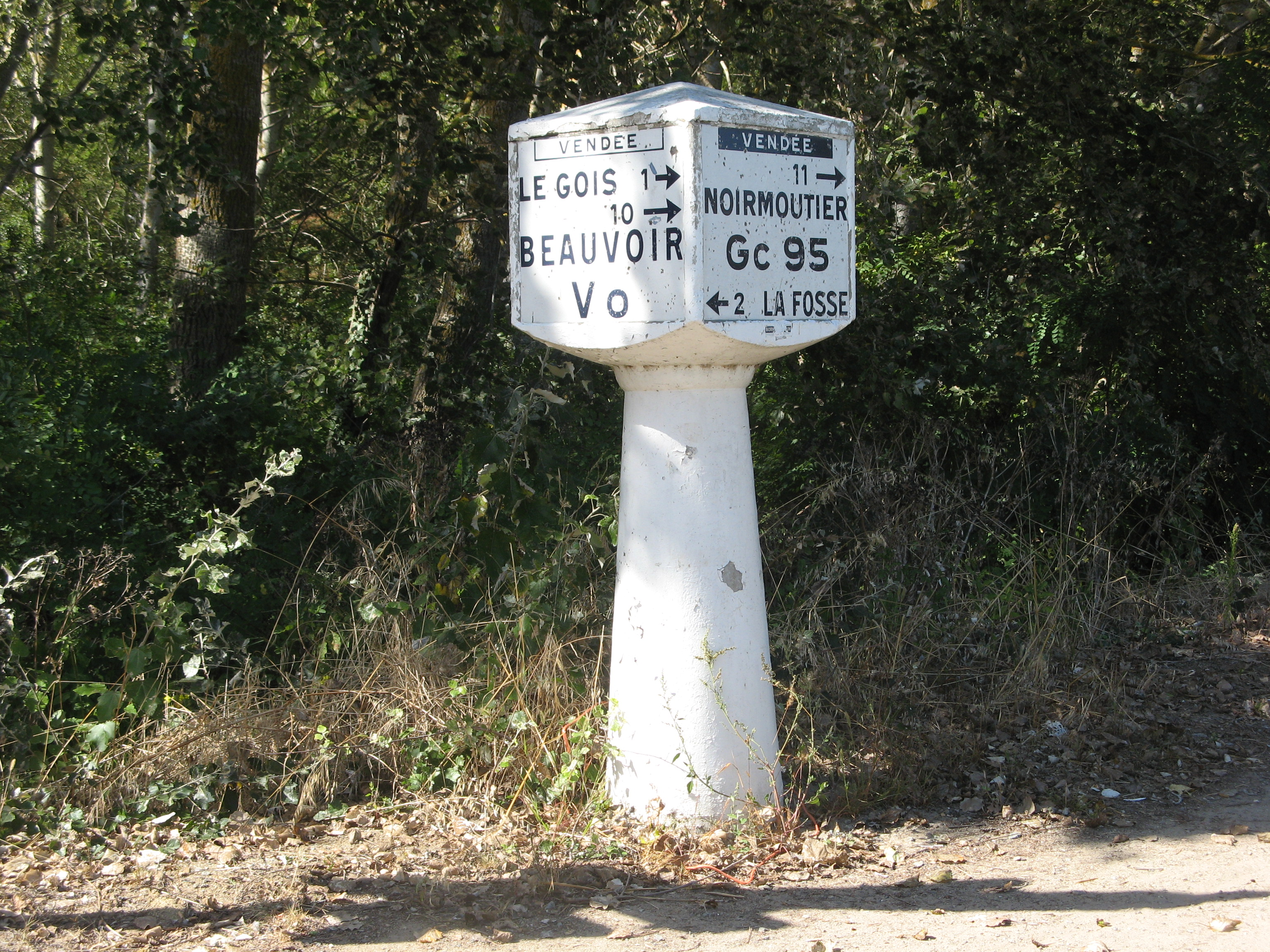
Borne Michelin.

| La Guérinière    | Océan atlantique                   | Océan atlantique                  |
| Océan atlantique | Barbâtre                           | Océan atlantique                  |
| Océan atlantique | Océan atlantique La Barre-de-Monts | Océan atlantique Beauvoir-sur-Mer |

### Climat
Pour des articles plus généraux, voir Climat des Pays de la Loire et Climat de la Vendée.
En 2010, le climat de la commune est de type climat méditerranéen altéré, selon une étude du CNRS s'appuyant sur une série de données couvrant la période 1971-2000. En 2020, Météo-France publie une typologie des climats de la France métropolitaine dans laquelle la commune est exposée à un climat océanique et est dans la région climatique  Bretagne orientale et méridionale, Pays nantais, Vendée, caractérisée par une faible pluviométrie en été et une bonne insolation. 
Pour la période 1971-2000, la température annuelle moyenne est de 12,4 °C, avec une amplitude thermique annuelle de 12,7 °C. Le cumul annuel moyen de précipitations est de 723 mm, avec 12,4 jours de précipitations en janvier et 5,9 jours en juillet. Pour la période 1991-2020, la température moyenne annuelle observée sur la station météorologique de Météo-France la plus proche, sur la commune de Noirmoutier-en-l'Île à 9 km à vol d'oiseau, est de 13,4 °C et le cumul annuel moyen de précipitations est de 704,1 mm,. Pour l'avenir, les paramètres climatiques de la commune estimés pour 2050 selon différents scénarios d'émission de gaz à effet de serre sont consultables sur un site dédié publié par Météo-France en novembre 2022.

## Urbanisme

### Typologie
Au 1er janvier 2024, Barbâtre est catégorisée commune rurale à habitat dispersé, selon la nouvelle grille communale de densité à sept niveaux définie par l'Insee en 2022.
Elle est située hors unité urbaine et hors attraction des villes,.
La commune, bordée par l'océan Atlantique, est également une commune littorale au sens de la loi du 3 janvier 1986, dite loi littoral. Des dispositions spécifiques d’urbanisme s’y appliquent dès lors afin de préserver les espaces naturels, les sites, les paysages et l’équilibre écologique du littoral, tel le principe d'inconstructibilité, en dehors des espaces urbanisés, sur la bande littorale des 100 mètres, ou plus si le plan local d’urbanisme le prévoit.

### Occupation des sols
L'occupation des sols de la commune, telle qu'elle ressort de la base de données européenne d’occupation biophysique des sols Corine Land Cover (CLC), est marquée par l'importance des territoires agricoles (52,8 % en 2018), en diminution par rapport à 1990 (53,6 %). La répartition détaillée en 2018 est la suivante :
zones urbanisées (20,7 %), terres arables (20,6 %), zones agricoles hétérogènes (16,2 %), prairies (16 %), milieux à végétation arbustive et/ou herbacée (11 %), forêts (7,6 %), espaces verts artificialisés, non agricoles (4,1 %), zones humides côtières (3,9 %). L'évolution de l’occupation des sols de la commune et de ses infrastructures peut être observée sur les différentes représentations cartographiques du territoire : la carte de Cassini (XVIIIe siècle), la carte d'état-major (1820-1866) et les cartes ou photos aériennes de l'IGN pour la période actuelle (1950 à aujourd'hui).

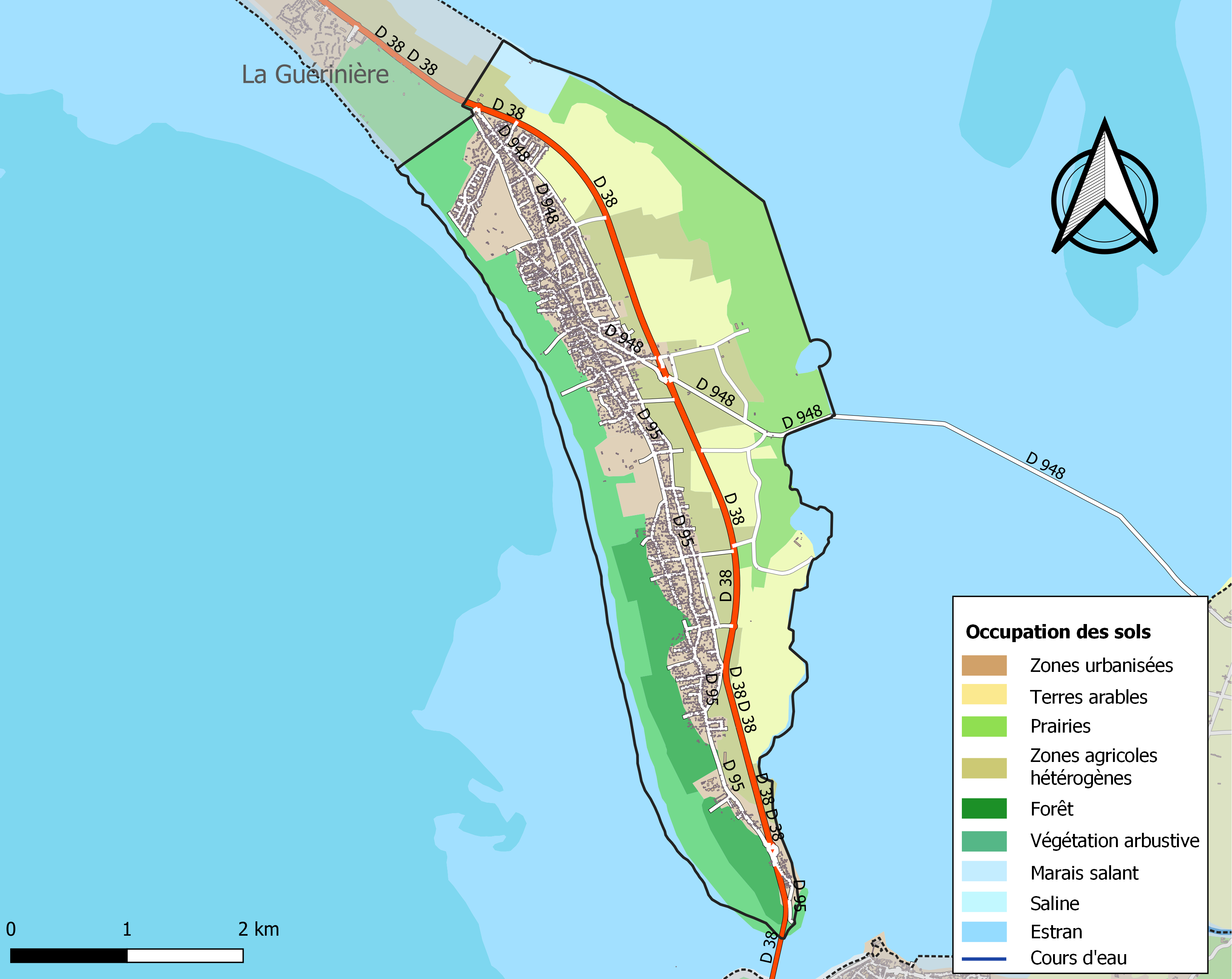
Carte des infrastructures et de l'occupation des sols de la commune en 2018 (CLC).
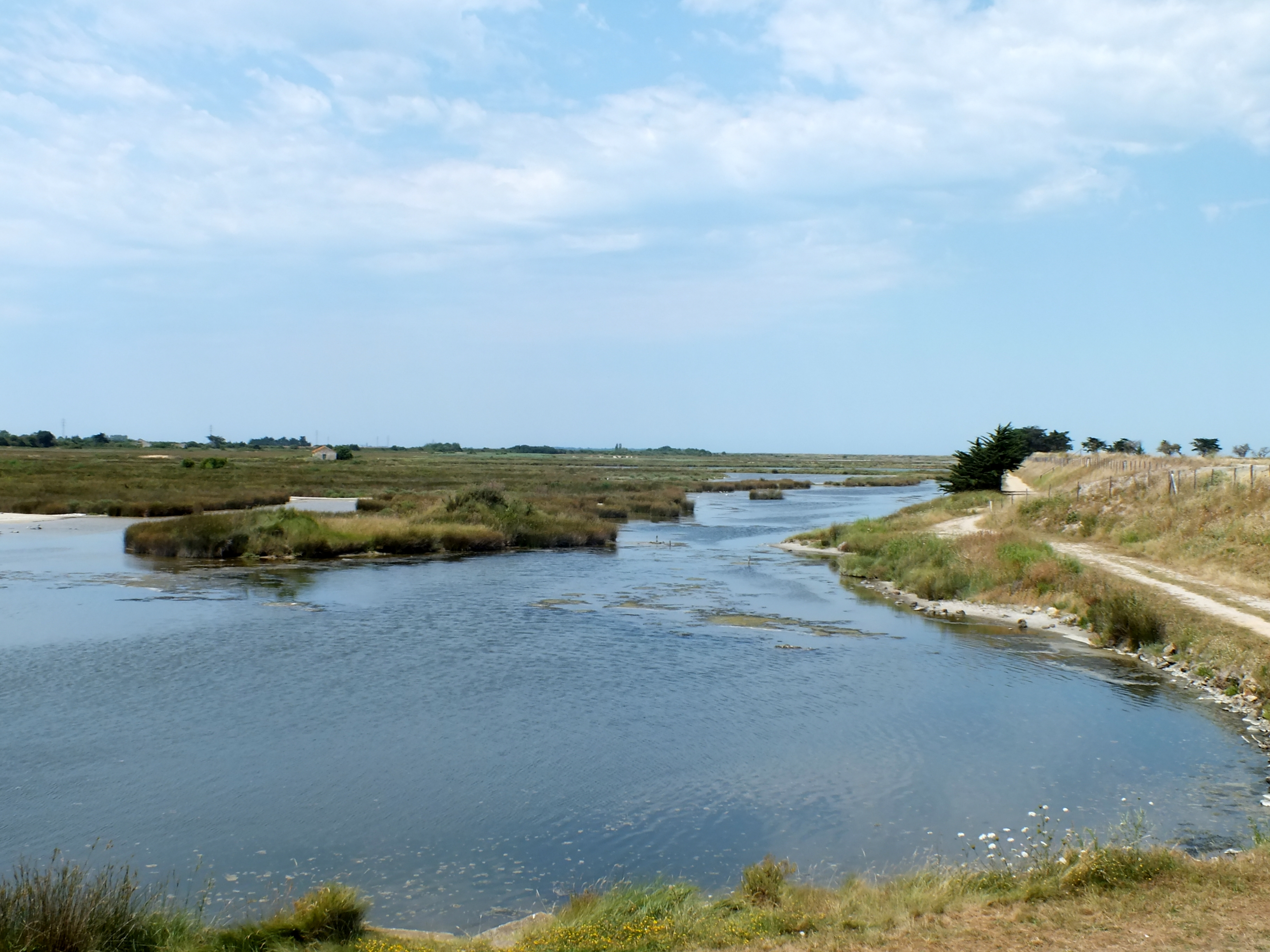
réserve naturelle du polder

## Toponymie
En poitevin, la commune est appelée Berbatre.

## Histoire
Son histoire se confond avec celle de l'île de Noirmoutier.
Avant 1790, elle était annexe de la paroisse de Noirmoutier.
 Barbâtre est devenue une commune, le 21 mai 1858. Auparavant, elle était partie intégrante de la commune de Noirmoutier.
En 1890, il y avait sur la commune 3 écoles publiques, plusieurs moulins, une taillanderie, plusieurs exploitations de marais salants et pêcheurs.
En 1918, pendant la Première Guerre mondiale, la commune accueille sur le lieu de La pointe de la Fosse, une base aéronavale militaire américaine: la Naval Air station Fromentine, opérant sur des hydravions Curtiss HS1

## Héraldique
| Blason | Blasonnement : Coupé ondé d'azur et d'or, au soleil de l'un en l'autre. |

## Population et société

### Démographie

#### Évolution démographique
L'évolution du nombre d'habitants est connue à travers les recensements de la population effectués dans la commune depuis 1861. Pour les communes de moins de 10 000 habitants, une enquête de recensement portant sur toute la population est réalisée tous les cinq ans, les populations de référence des années intermédiaires étant quant à elles estimées par interpolation ou extrapolation. Pour la commune, le premier recensement exhaustif entrant dans le cadre du nouveau dispositif a été réalisé en 2007.

En 2022, la commune comptait 1 790 habitants, en évolution de +2,17 % par rapport à 2016 (Vendée : +5,33 %, France hors Mayotte : +2,11 %).
| 1861  | 1866  | 1872  | 1876  | 1881  | 1886  | 1891  | 1896  | 1901  |
| ----- | ----- | ----- | ----- | ----- | ----- | ----- | ----- | ----- |
| 1 856 | 1 839 | 1 815 | 1 865 | 1 818 | 1 782 | 1 714 | 1 687 | 1 722 |

| 1906  | 1911  | 1921  | 1926  | 1931  | 1936  | 1946  | 1954  | 1962  |
| ----- | ----- | ----- | ----- | ----- | ----- | ----- | ----- | ----- |
| 1 744 | 1 749 | 1 559 | 1 351 | 1 345 | 1 282 | 1 225 | 1 164 | 1 110 |

| 1968  | 1975  | 1982  | 1990  | 1999  | 2006  | 2007  | 2012  | 2017  |
| ----- | ----- | ----- | ----- | ----- | ----- | ----- | ----- | ----- |
| 1 124 | 1 127 | 1 091 | 1 269 | 1 420 | 1 710 | 1 751 | 1 777 | 1 724 |

| 2022  | - | - | - | - | - | - | - | - |
| ----- | - | - | - | - | - | - | - | - |
| 1 790 | - | - | - | - | - | - | - | - |

#### Pyramide des âges
La population de la commune est relativement âgée.
En 2018, le taux de personnes d'un âge inférieur à 30 ans s'élève à 22,1 %, soit en dessous de la moyenne départementale (31,6 %). À l'inverse, le taux de personnes d'âge supérieur à 60 ans est de 44,8 % la même année, alors qu'il est de 31,0 % au niveau départemental.
En 2018, la commune comptait 806 hommes pour 919 femmes, soit un taux de 53,28 % de femmes, largement supérieur au taux départemental (51,16 %).
Les pyramides des âges de la commune et du département s'établissent comme suit.
| Hommes | Classe d’âge | Femmes |
| ------ | ------------ | ------ |
| 0,4    | 90 ou +      | 2,9    |
| 15,9   | 75-89 ans    | 16,9   |
| 26,1   | 60-74 ans    | 26,9   |
| 21,4   | 45-59 ans    | 19,4   |
| 13,4   | 30-44 ans    | 12,4   |
| 9,1    | 15-29 ans    | 9,8    |
| 13,7   | 0-14 ans     | 11,7   |

| Hommes | Classe d’âge | Femmes |
| ------ | ------------ | ------ |
| 0,8    | 90 ou +      | 2,2    |
| 8,7    | 75-89 ans    | 11,1   |
| 20,3   | 60-74 ans    | 21,3   |
| 20     | 45-59 ans    | 19,4   |
| 17,5   | 30-44 ans    | 16,8   |
| 15     | 15-29 ans    | 13,2   |
| 17,7   | 0-14 ans     | 16,1   |

## Économie
L'économie se concentre :
- sur le tourisme, où durant la saison estivale sa population est multipliée par 10.
- sur l'agriculture dont celle de la pomme de terre tout le long de l'année.

Barbâtre possède aussi à la Fosse, un embarcadère.

## Lieux et monuments
Le patrimoine de la commune est surtout architectural. Trois moulins sont inscrits aux monuments historiques :
- Moulin à vent de la Fosse[26]
- Moulin de la Plaine[27]
- Moulin-vieux-de-la-Frandière[28]
- Église Saint-Nicolas.

Le mercredi 12 août 1936, un violent orage frappe le clocher de l’église de Barbâtre.
Seul le clocher qui servait de repère aux marins fut complètement détruit par l’incendie qui s’en suivi.
La commune de Barbâtre a développé en 2010 un parcours patrimonial Balis'Âges : parcours interactif basé sur des QR Codes.
La réserve naturelle régionale du polder de Sébastopol est sur le territoire de la commune.

## Culture
Depuis 1993, la ville est animée au printemps et en été par le festival « La Déferlante ». Diverses manifestations culturelles gratuites sont organisées (rue en fête, vides-greniers) par l'association éponyme dans dix stations balnéaires de la région Pays de la Loire : Saint-Brevin-les-Pins, Pornic, Noirmoutier-en-l'Île, Barbâtre, Notre-Dame-de-Monts, Saint-Jean-de-Monts, Saint-Hilaire-de-Riez, Saint-Gilles-Croix-de-Vie, Les Sables-d'Olonne et La Tranche-sur-Mer (du nord au sud).
La commune de Barbâtre propose une saison culturelle estivale à travers des spectacles d'arts de rue et des concerts de musiques actuelles.

## Peinture
Le MUDO - Musée de l'Oise de Beauvais conserve quatre vues de Barbâtre peintes par Maurice Boudot-Lamotte (1878-1958) vers 1946.

## Galerie

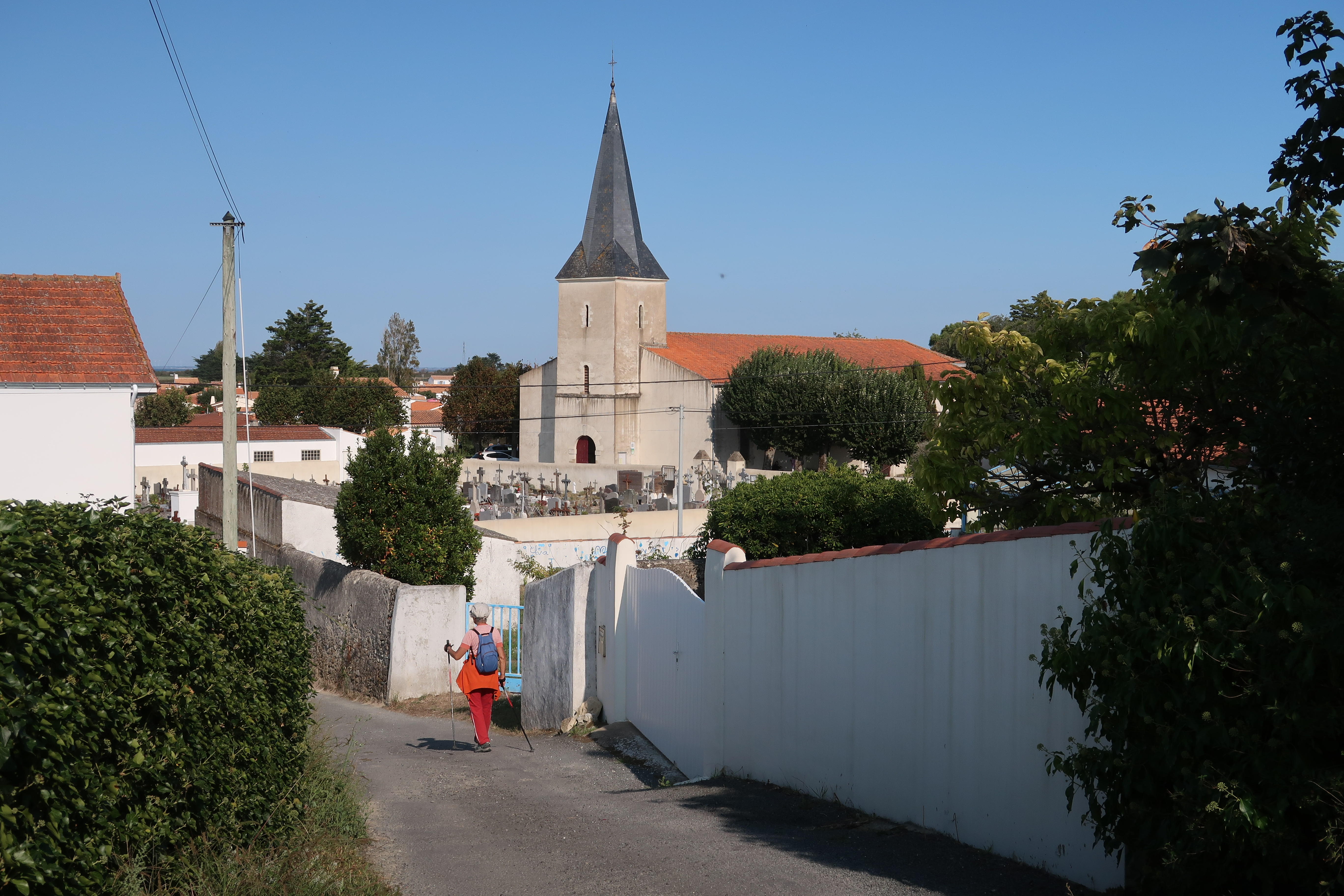
L'Église et le cimetière.
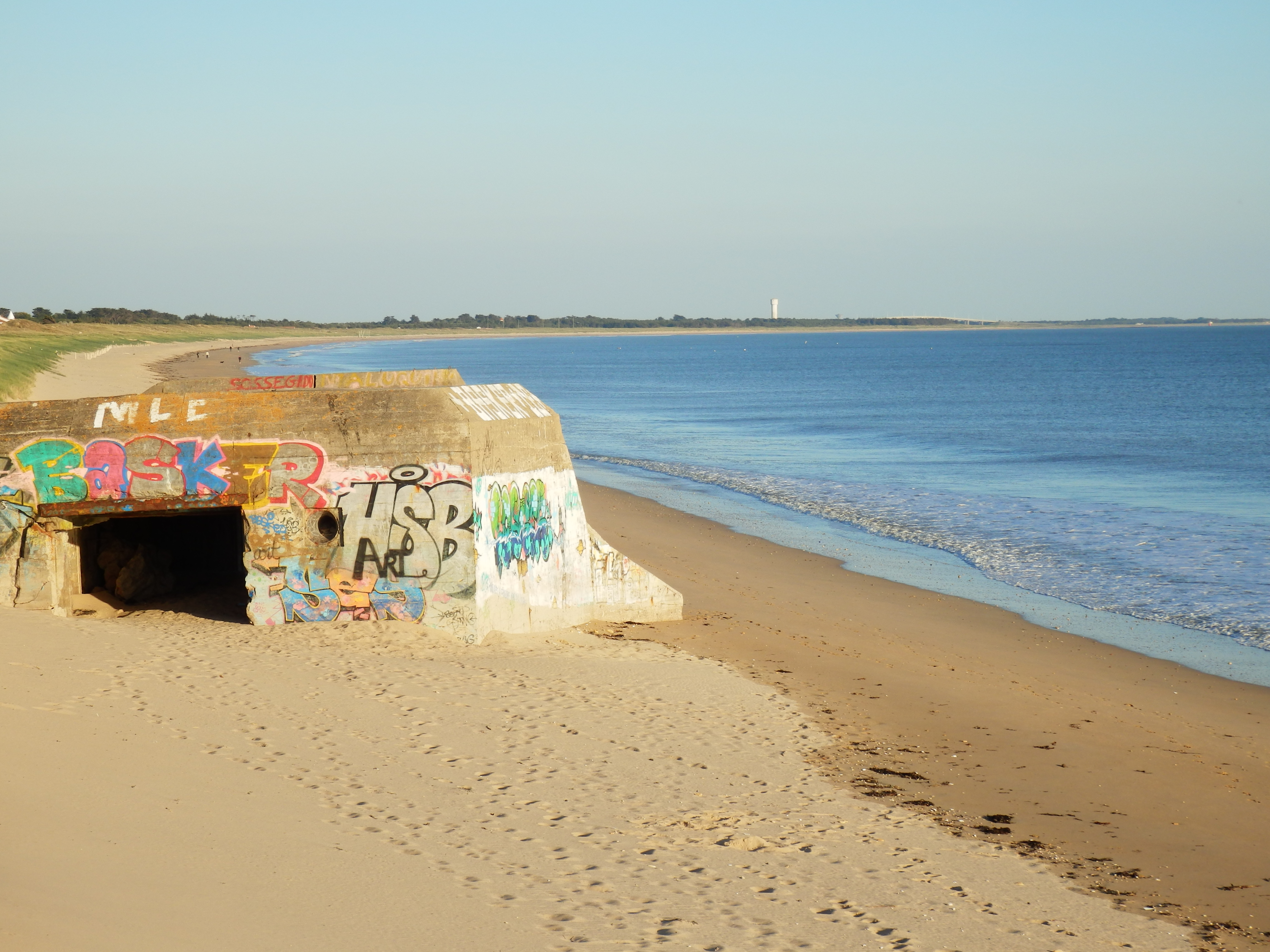
La plage.
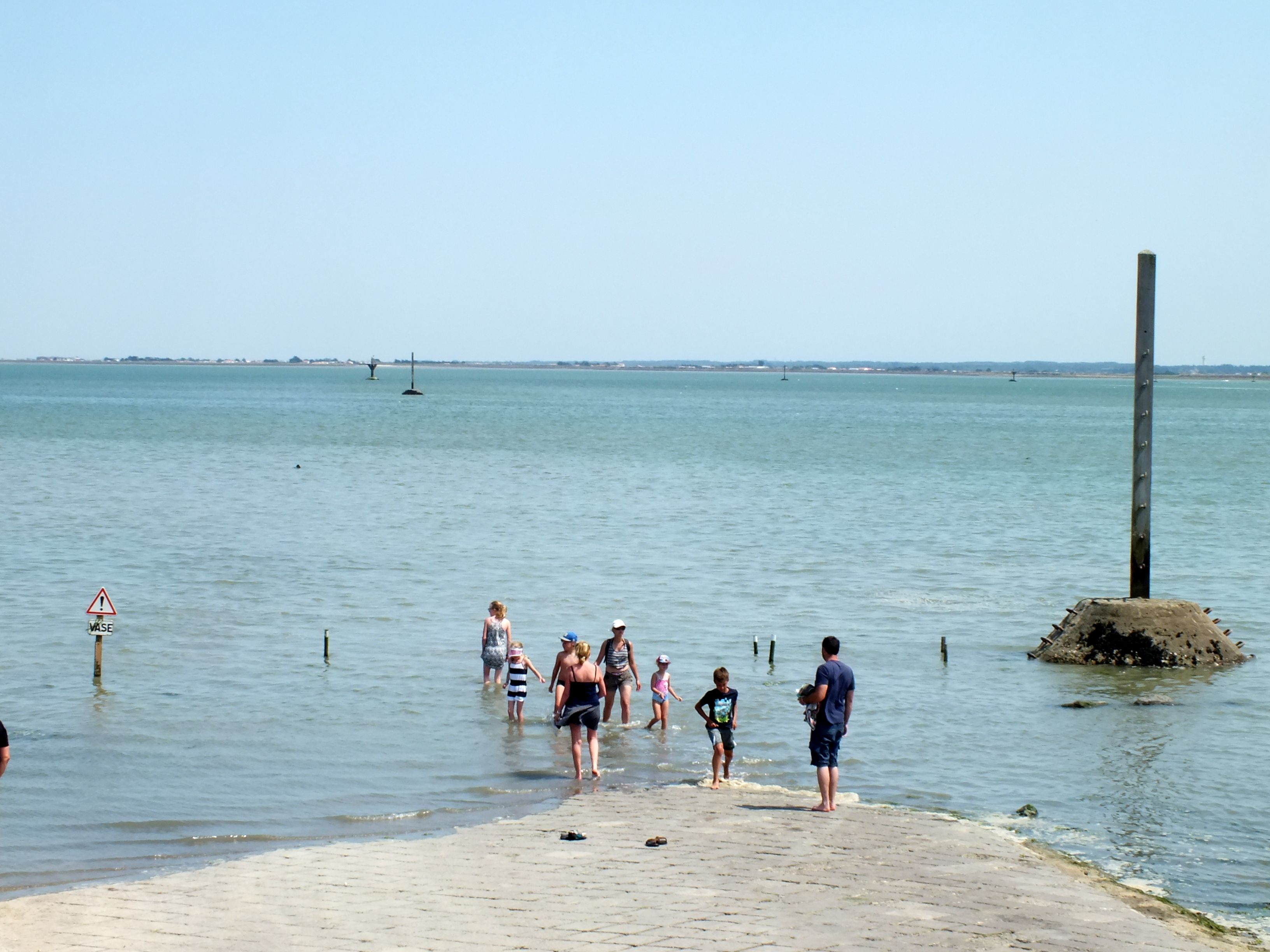
Le passage du Gois à marée haute.
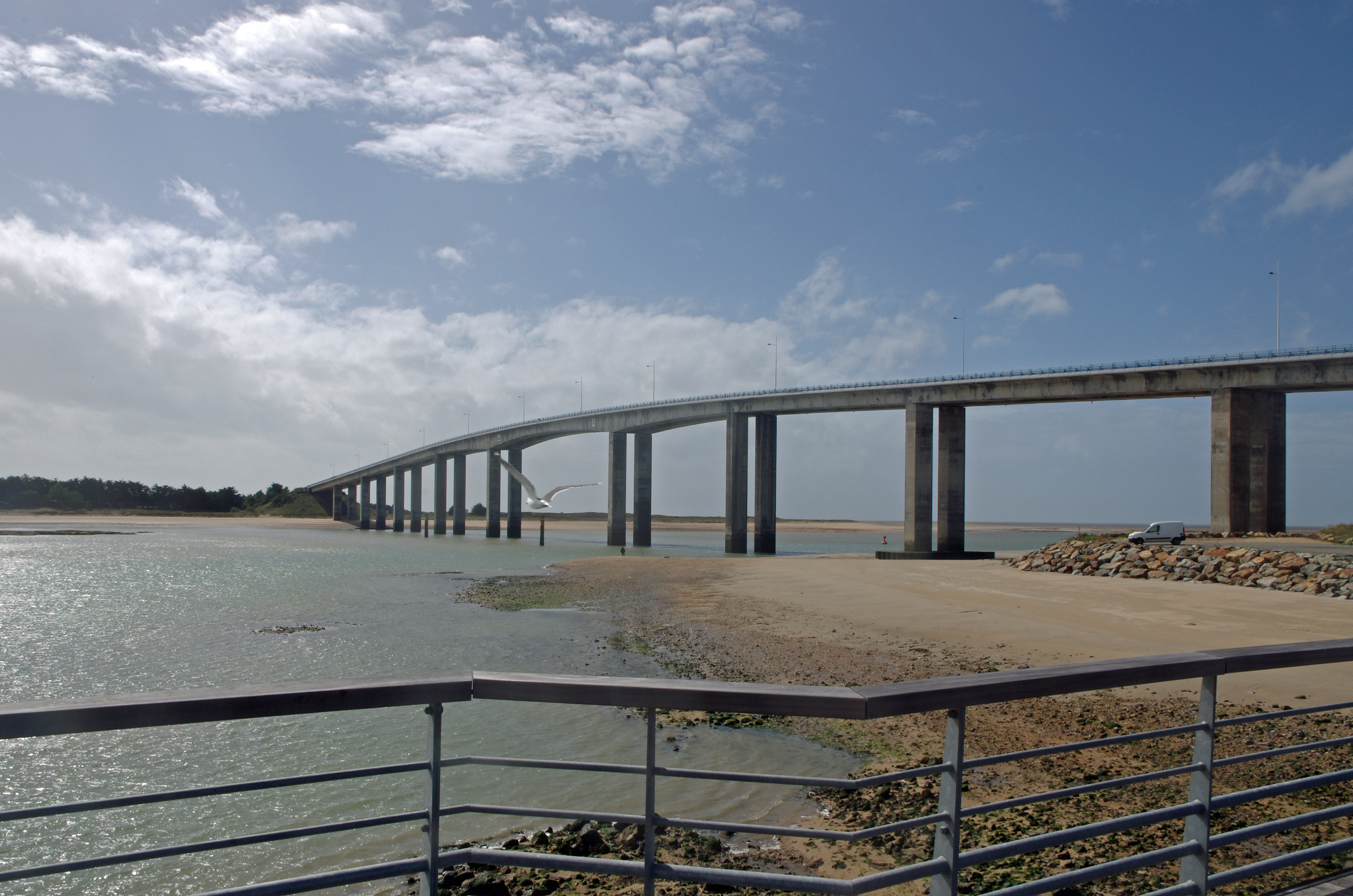
Le pont de Noirmoutier.